# Корнишор
Корнишо̀р (на гръцки: Κρώμνη, Кромни, до 1926 година Κορνισόρ, Корнисор или Κορνισιόρ, Корнисьор) е село в Гърция, Егейска Македония, дем Пела на административна област Централна Македония.

## География
Селото е разположено на 580 m надморска височина в южните склонове на планината Паяк (Пайко) на 13 km северно от град Енидже Вардар (Яница). Разположено е на река Грамада.
През 1909 година по повод на разположението на селото кукушкият околийски училищен инспектор Никола Хърлев пише:
| „ | Според легендата това село е основано от трима разбойника. И туй изглежда правдоподобно: иначе не може да се обясни какво е накарало хората да се заселят в такова уединено и непристъпно място в най-затънтената долина на Паяк планина. | “ |

## История

### В Османската империя
През 1632 година Корнишор е отбелязано в турски дефтер като село с 64 християнски семейства.
В началото на XX век Корнишор е село в Ениджевардарска каза на Османската империя. Александър Синве („Les Grecs de l’Empire Ottoman. Etude Statistique et Ethnographique“), който се основава на гръцки данни, в 1878 година пише, че в Корнисис (Kornissis), Мъгленска епархия, живеят 480 гърци. Към 1900 година според статистиката на Васил Кънчов („Македония. Етнография и статистика“) Корнишоръ брои 400 жители българи и 80 цигани. Корнишор е показано и във Воденска каза като село със 700 жители българи.
На Илинден 1903 година в село Корнишор четите на Кръстю Асенов от Кукушкия край и ениджевардарските чети на Апостол войвода и Иван Карасулията се обединяват. Там пред 250 четници става освещаването на знамето. Според Христо Силянов след Илинденското въстание в 1904 година цялото село минава под върховенството на Българската екзархия. Заради отстояването на българщината селото е известно като „Малката България“.
По данни на секретаря на Екзархията Димитър Мишев („La Macédoine et sa Population Chrétienne“) в 1905 година в Корнишор има 432 българи екзархисти.
Кукушкият околийски училищен инспектор Никола Хърлев пише през 1909 година:
| „ | Корнишор, 11 и 12 /III, 3 1/2 ч. от Крушаре. 95 български екзархийски къщи... Поминъкът е въгленарство, дърводелие, малко пчеларство и земеделие. По-преди са били доста заможни, но напоследък поради ред неурожайни години са западнали. Лани и сега много умират от тифусна треска. Черквата няма никакви имоти. От Патриаршията се отказали 1903 г. Сега за първи път след статуквото се отваря българско училище. Училището е двуетажно. Долу изба (някога била дюкян), горе класна стая, малко салонче и стая за квартира. Класната стая, 8Х4Х2 1/2 m голяма, има дюшеме, таван и добре се осветлява. | “ |

В 1909 година в района на селото действа гръцката чета на Митре Никола Чера и Иван Богдан.
При избухването на Балканската война в 1912 година пет души от Корнишор са доброволци в Македоно-одринското опълчение.

### В Гърция
През войната в селото влиза взвод български войници, изтласкан по-късно от гръцки части. Селото остава в Гърция след Междусъюзническата война, а българските училище и църква се затварят. В края на Първата световна война през 1918 година българите Петър Петляков, Христо Коняров и Стоян Богданов са обесени, а Тодор Линов е пребит до смърт за подпомагане на българската войска. На заточение на Крит са изпратени осъдените Ташо Камшиков, Фотьо Ристаков, Григор Милошев, Иван Костараков и Петър Фустанов. По време на Гръцко-турската война (1919-1922) момчета от селото са мобилизирани насила в гръцката армия.
Боривое Милоевич пише в 1921 година („Южна Македония“), че Корнишор има 100 къщи славяни християни.
След 1924 година между 30 и 50 души или 3-4 семейства напускат селото и се заселват в Горни Воден, Станимашко. Според Тодор Симовски изселилите се в България са 260 души. В селото са заселени няколко бежански семейства, които поради неплодородното землище и средата скоро напускат селото.
В 1928 година Корнишор е прекръстено на Кромни. По време на Гражданската война в Корнишор е разположен щабът на ДАГ. Селото е силно пострадало след войната. В 1968 година повечето му жители се изселват в съседното Ново Въдрища (Неос Милотопос).
Селото пострадва силно по време на Гражданската война в Гърция (1946 - 1949), когато властите изселват всичките му жители в полските села. След нормализирането на обстановката, жителите на Корнишор се завръща. В началото на 70-те години жителите на селото заедно с тези на съседното Радомир отново са принудени да се изселят във Въдрища (Милотопос).
Корнишор е обявено за архитектурен резерват и постепенно се съживява като туристическа атракция. Църквата е посветена на Свети Николай.
| Име          | Име           | Ново име        | Ново име          | Описание                                             |
| ------------ | ------------- | --------------- | ----------------- | ---------------------------------------------------- |
| Въртоп       | Βερτόπι       | Канони          | Κανόνι            | връх на Ю от Корнишор (659,4 m)                      |
| Върбата      | Βάρμπατα      | Ития            | Ιτιά              | река на Ю от Корнишор                                |
| Кумарката    | Κουμάρκατα    | Кунупи          | Κουνούπι          | възвишение на ЮИ от Корнишор (327 m)                 |
| Крастата     | Κράστατα      | Касидиярис      | Κασιδιάρης        | възвишение на ЮИ от Корнишор (455 m)                 |
| Обор         | Όμπδρ         | Клиста          | Κλειστά           | река на ЮЗ от Корнишор                               |
| Три бари     | Τρεις Μπάρες  | Трикорфо        | Τρίκορφο          | връх на ЮЗ от Корнишор                               |
| Валицумба    | Βαλιτσούμπα   | Врохотопос      | Βροχότοπος        | местност на ЮИ от Корношор, по левия бряг на Грамада |
| Глава Вода   | Γκλάβα Βόδα   | Кефалари        | Κεφαλάρι          | местност и възвишение на ЮИ от Корнишор (496 m)      |
| Нука         | Νούκα         | Никола          | Νικόλα            | местност на И от Корношор                            |
| Грокоща      | Γροκώστα      | Коста           | Κώστα             | връх на СИ от Корнишор                               |
| Лапарци      | Λαπαρτόϊ      | Фагомата        | Φαγώματα          | връх на ЮЗ от Корнишор (993,8 m)                     |
| Пръскачово   | Πρασκάτσουβα  | Рандисмени      | Ραντισμένη        | връх на ЮЗ от Корнишор (1322 m)                      |
| Гуспудар     | Γουσπουδάρ    | Никокирис       | Νοικοκύρης        | река на СЗ от Корнишор                               |
| Гробове      | Γροτόπι       | Тафи            | Τάφοι             | връх на С от Корнишор (1812 m)                       |
| Кукала       | Κουκάλα       | Кукос           | Κούκος            | река на СИ от Корнишор, ляв приток на Грамада        |
| Чуките       | Τσουκϊτι      | Ипсомата        | Ύψώματα           | връх на СИ от Корнишор                               |
| Корени       | Κορίνη        | Ризес           | Ρίζες             | връх на С от Корнишор                                |
| Метеризи     | Μετερίζι      | Паратиритирион  | Παρατηρητήριον    | връх на СЗ от Корнишор (1597,9 m)                    |
| Касарини     | Κασαρίνη      | Рахула          | Ραχούλα           | връх на СЗ от Корнишор (1308 m)                      |
| Питар        | Βιταρος       | Лулуди          | Λουλούδι          | връх на СЗ от Корнишор                               |
| Комшово      | Κόμψοβα       | Гитонико        | Γειτονικό         |                                                      |
| Киркова нива | Κίρκοβα Νέβα  | Хорафи ту Кирку | Χωράφι του Κίρκου | връх на С от Корнишор (1269 m)                       |
| Варалиас     | Βαραλιάς      | Варелас         | Βαρέλας           | река на С от Корнишор, приток на Грамада             |
| Варница      | Βάρνιτσα      | Камини          | Καμίνι            | връх на С от Корнишор                                |
| Поглед       | Πόγλιτ        | Агнадема        | Άγνάντεμα         | връх на СИ от Корнишор (1408 m)                      |
| Горица       | Καρίτα        | Дасаки          | Δασάκι            |                                                      |
| Фиаданисърпа | Φιαντενισάρπα | Фани            | Φανή              | гора на С от Корнишор                                |
| Мер          | Μέρ           | Коприя          | Κοπριά            | връх на С от Корнишор                                |
| Бела Лунга   | Μπέλα Λούγκα  | Фенгари         | Φεγγάρι           | връх на С от Корнишор (1112 m)                       |
| Дубарляна    | Ντουμπαρλιάνα | Ана             | Άννα              | връх на С от Корнишор (1503 m)                       |

| Година    | 1913 | 1920 | 1928 | 1940 | 1951 | 1961 | 1971 | 1981 | 1991 | 2001 | 2011 | 2021 |
| --------- | ---- | ---- | ---- | ---- | ---- | ---- | ---- | ---- | ---- | ---- | ---- | ---- |
| Население | 675  | 525  | 330  | 448  | 156  | 565  | 441  | 0    | 0    | 14   | 8    | 3    |

## Личности
Родени в Корнишор
- Атанас Златев (1887 – ?), македоно-одрински опълченец, четата на Ичко Димитров[22]
- Атанас Иванов (1879 – ?), македоно-одрински опълченец, 1 отделна партизанска рота, 13 кукушка дружина, Сборна партизанска рота на МОО[23]
- Атанас Танурев (1892 – ?), македоно-одрински опълченец, четата на Ичко Димитров, 2 рота на 14 воденска дружина[24]
- Георги Иванов, български революционер от ВМОРО, четник на Кимон Георгиев[25]
- Григор Фустанов (? – 1928), революционер от ВМРО
- Димитър Митренчев (Δημήτριος Μητρέντσης), гръцки андартски деец, четник[26]
- Илия Атанасов, български революционер от ВМОРО, четник на Апостол Петков[27]
- Мане Камчиков (Εμμανουήλ Καμτσίκης), гръцки андартски деец, четник при Минопулос (1906-1908) и Даутис (1908-1909)[26]
- Йоан Богданов (Ιωάννης Μποντάνης ή Μπογδάνης), гръцки андартски деец, четник[26]
- Костадин Георгиев (1864 – ?), македоно-одрински опълченец, 1 отделна партизанска рота[28]
- Костадин Контев, български революционер от ВМОРО
- Мара Петлякова (1912 – 1944), българска комунистическа партизанка
- Михаил Камшиков (Μιχαήλ Καμτσίκης), гръцки андартски деец, четник при Минопулос и Даутис[26]
- Нацо П. Делов (Дельов, 1886 – ?), македоно-одрински опълченец, 2 рота на 14 воденска дружина, Продоволствен транспорт на МОО[29]
- Никола Хр. Петляков, български комунист[30]
- Христо Зинов (Зината, 1894 – 1977), войвода на чета и деец на ВМРО

Починали в Корнишор
- Атанас Коровешов (1918 - 1945), комунистически революционер, ръководител на СНОФ
- Кръстьо Асенов (1877-1903), български революционер